# 開かれた民主党
開かれた民主党（ひらかれたみんしゅとう、朝鮮語:  열린민주당）
は、韓国の政党である。一部のマスメディアではヨルリン民主党（よるりんみんしゅとう）とも表記される。2020年3月8日結成。各種疑惑の追及によって法務部長官を辞任した曺國の支持を明言する政党であったが、2022年1月18日に共に民主党へ合流することで消滅した。

## 概要
開かれた民主党は、 第21代総選挙 を目前とした2020年2月28日に、文在寅政権の与党である共に民主党を離党した人々によって結党された。
結党の際に中心的な役割を果たした鄭鳳柱は記者会見で、「比例代表に特化した政党を作ること」が結党の目的であるとし、盧武鉉、金大中、文在寅大統領の精神を継承する為、地域での競争を促す小選挙区（地域区）で候補者を擁立しないとした。また、かつて所属していた共に民主党は「中道化・保守化により本来の姿で無くなった」としてその衛星政党であることを否定し、共に民主党とは民主的価値観と鮮明性のある政策競争を行い有権者の選択を受けるとしている。同時に、創党準備委員長に就任した李根植は未来統合党（旧自由韓国党）による未来韓国党の設立行為を「国会におけるクーデターといえる暴挙」であると非難し、未来統合党を中心とした「小賢しい政党」（朝鮮語: 꼼수 정당）が総選挙を通じて国会第1党になることを見過ごせないと主張した。 
2020年3月6日、鄭鳳柱は総選挙の公認候補者を選出する方法として、直接推薦を通じて国民が候補者の選出に参加できる方式を容認した。それを受け、不動産疑惑で共に民主党を離党した無所属国会議員である孫惠園が入党し、開かれた民主党は国会に議席を有する政党となった。そして2020年3月8日、中央党創党大会が開催され、開かれた民主党は正式な政党となった
開かれた民主党は3月22日に記者会見を開き、曺國が法務部長官へ就任した際に各種疑惑を追及した韓国の検察とマスコミを糾弾した。これに対し、政権与党の共に民主党は困惑を示した他、法務部長官時代の曺國を擁護していた革新系新聞のハンギョレも開かれた民主党を批判する記事を出した。ハンギョレは記事の中で、「曺國・文在寅守護」を自任する開かれた民主党とかつて「朴槿恵守護」を掲げた親朴連帯との間に類似性がある点を指摘した上で、開かれた民主党の行動は特定人物のファンダムに頼って政治的復権と立身を成就するという「私益追求」行為であり、選挙を戯画化し政党政治の根本を揺るがすものであると主張している。
2020年4月15日、予定通りに第21代総選挙が実施され、開かれた民主党は国民の党と同じく3議席を獲得し、国会第6党となった。
2021年12月26日、共に民主党と合流することで合意したとする文書が発表され、両党は2022年1月半ばに共に民主党の名前で合流新党を結成することとなった。これを受け、開かれた民主党は同年12月29日から30日にかけて党員投票を実施し、72.54%の賛成を得た。そして両党の合流を巡る手続きを経て、2022年1月18日の合党完了宣言を以て開かれた民主党は消滅した。

## 選挙結果
| 代     | 年月日        | 議席数と 政党得票率 | 議席数と 政党得票率 | 議席数と 政党得票率 | 議席数と 政党得票率 | 備考                     |
| 代     | 年月日        | 合計                | 地域区              | 比例区              | 政党 得票率         | 備考                     |
| ------ | ------------- | ------------------- | ------------------- | ------------------- | ------------------- | ------------------------ |
| 第21代 | 2020年4月15日 | 3                   | -                   | 3                   | 5.42%               | 比例代表のみに候補者擁立 |